# Plavkovo
Plavkovo (cyr. Плавково) – wieś w Serbii, w okręgu raskim, w gminie Raška. W 2011 roku liczyła 72 mieszkańców.